# Nadagara umbrifera
Nadagara umbrifera là một loài bướm đêm trong họ Geometridae.